# Altenburg (Austria)
Altenburg è un comune austriaco di 810 abitanti nel distretto di Horn, in Bassa Austria; vi sorge l'omonima abbazia. Il 1º gennaio 1968 ha inglobato il comune soppresso di Mahrersdorf e il 1º gennaio 1970 quello di Fuglau, entrambi già accorpati ad Altenbrug tra il 1938 e il 1945.